# Salzgitter

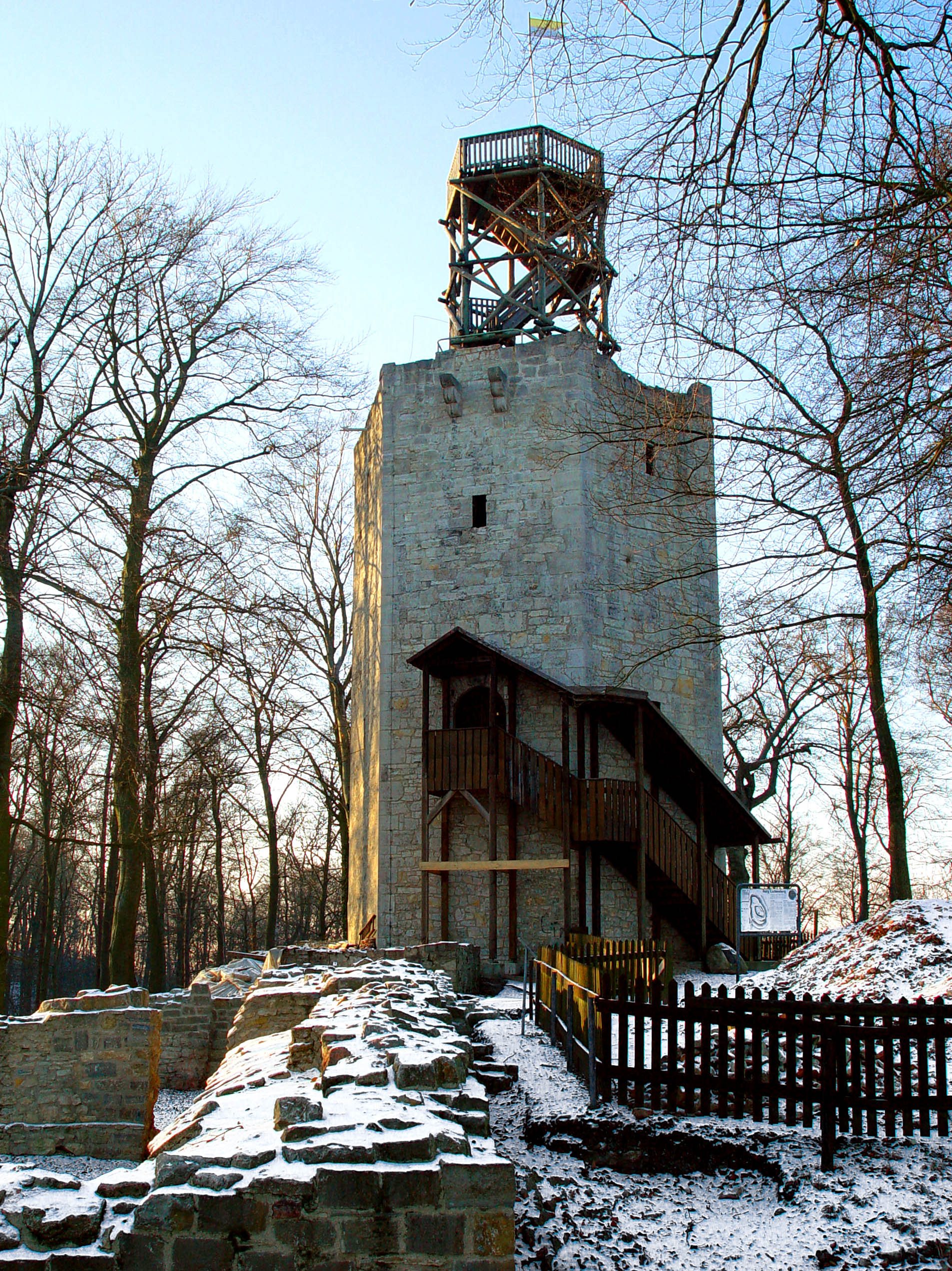
Beffroi du château fort de Salzgitter.

Salzgitter et ses 31 villages.

Salzgitter est une ville industrielle d'Allemagne, dans le Land de Basse-Saxe. Ancienne station thermale réputée pour ses eaux salines, elle était un bastion de l'industrie métallurgique et a obtenu le statut de ville-arrondissement en 1942 par regroupement de 29 bourgs et villages. Deux villes supplémentaires s'y sont ajoutées en 1972. Les mines de fer ont été fermées en 1982 et sa population est d'environ 103 700 habitants (2021). Sa superficie est de 223,96 km2 ; c'est le record pour une ville de Basse-Saxe.

## Histoire
| Appartenances historiques Principauté épiscopale d'Hildesheim 1235-1500 Principauté de Brunswick-Wolfenbüttel 1500-1643 Principauté épiscopale d'Hildesheim 1643-1803 Royaume de Prusse 1803-1807 Royaume de Westphalie 1807-1813 Royaume de Hanovre 1814-1866 Royaume de Prusse (Province de Hanovre) 1866-1918 République de Weimar 1918-1933 Reich allemand 1933-1945 Allemagne occupée 1945-1949 Allemagne 1949-présent |

Les premières traces de présence humaine dans la région de Salzgitter sont les ossements de mammouths, de rennes et d’Homme de Néandertal mis au jour dans le faubourg de Lebenstedt en 1952. Les énormes gisements de minerais de fer de cette partie du Hartz étaient exploités à l'époque de La Tène : les Germains séparaient le métal à l'aide de bas fourneaux.
Au cours de la campagne que Charlemagne a menée contre les Saxons (de 772 à 804), la région a été soumise par la force, évangélisée et annexée au Royaume des Francs. Vers 1150 le duc Henri le Lion, qui réunissait sous son sceptre les duchés de Saxe et de Bavière, fit construire non loin de la ville actuelle une forteresse, le château fort de Lichtenberg, pour contrôler la route de Brunswick. Une source de 1154 cite un autre donjon, Gebhardshagen (hus to dem Haghen). En 1180, l'empereur Frédéric Barberousse, ayant mis au ban Henri le Lion, s'empare du château de Lichtenberg, devenu trop menaçant pour l’abbaye royale de Quedlinbourg. Au tournant des XIIe et XIIIe siècles, le prévôt Gerhard von Steterburg, compose les Annales Stederburgenses, une chronique de son abbaye depuis sa fondation en l'an mil jusqu'à la mort d'Henri le Lion en 1195. Puis vers 1235, deux nouvelles principautés se forment au nord des contreforts du Hartz : la principauté épiscopale d'Hildesheim et le duché de Brunswick-Lunebourg.
Le bourg de Salzgitter-Bad se constitue au début du XIVe siècle autour d’une source saline située à la limite du village actuel de Vepstedt. La ville de Salzgitter doit son nom à cette première colonie et au faubourg de Gitter (mentionné dès 1347 : ...up dem solte to Gytere). Pendant les deux siècles suivants, les villageois exploitent les nombreuses salines de Salzgitter-Bad et obtiennent enfin vers 1350 une charte ; toutefois, celle-ci est dénoncée lorsque la principauté épiscopale de Hildesheim cède la région à la Principauté de Brunswick-Wolfenbüttel au début du XVIe siècle. Au terme de la guerre de trente ans, en 1643, Salzgitter(-Bad) est restituée à la principauté épiscopale de Hildesheim, puis rattachée en 1803 à la Prusse, et en 1815 au Royaume de Hanovre.
Le déclin des filatures et des ateliers familiaux de tisserand, après dix années de blocus, a plongé des centaines de familles du Hanovre méridional dans la misère. Devenus par nécessité musiciens itinérants de Salzgitter, ces Klezmer quittent la ville en 1815 et jusqu'en 1906 vont faire connaître leur art dans le monde entier : d'abord l'Europe, puis les Amériques et enfin l’Australie.
La station thermale de Salzgitter-Bad ouvre en 1830. Avec l'annexion du Royaume de Hanovre par la Prusse (Province de Hanovre) en 1866, la ville devient une commune prussienne, et recouvrera à ce titre sa charte municipale en 1929. L'industrie lourde se développe avec l'arrivée du sidérurgiste Emil Langen de Solingen (1824–1871) à Gittertor et la Compagnie des Forges de Salzgitter, ses cokeries et ses quatre hauts-fourneaux à Salzgitter-Bad. Toutefois cette société, déjà affectée par l'explosion mortelle d'un haut-fourneau en 1871, ne se relèvera pas de la Crise bancaire de mai 1873.
Le château en ruines de Lichtenberg fait l'objet de travaux de restauration de 1892 à 1893 et le Beffroi du château est reconstitué. Salzgitter-Bad s'équipe d'une nouvelle station thermale en 1911 ; la ville absorbe successivement les faubourgs de Liebenhall (1928), Gittertor (1936), Kniestedt  et Petershagen (1938), et dépend de l'arrondissement de Goslar.
Le duc Ernest-Auguste de Brunswick revend en 1920 la Saline à la compagnie Saline Liebenhalle GmbH Hannover, qui sera démantelée et fractionnée en plusieurs filiales en 1934. Le pionnier du forage profond et de la prospection géologique Anton Raky décida en 1922 de s'établir à Salzgitter-Bad. La richesse des mines de fer de la région de Salzgitter, reconnue dès 1310, poussa les autorités nazies à créer le 15 juillet 1937 les Reichswerke Hermann Göring. Le pays compris entre les villes de Goslar, Wolfenbüttel et Brunswick se transforma dès lors en l'un des plus grands chantiers d'Europe. On expropria plusieurs exploitations agricoles vers Hanovre. La direction des travaux était confiée à Herbert Rimpl, aidés des architectes Walter Tralau et Werner Hebebrand et du paysagiste Wilhelm Heintz.
Pour faciliter la coordination entre les différentes usines, une autorité de commandement unique fut instituée : par une décision exceptionnelle (Verordnung über Gebietsbereinigungen im Raume der Hermann-Göring-Werke Salzgitter) promulguée en 1941 et prenant effet au 1er avril 1942, les autorités nazies proclamèrent Salzgitter Stadtkreis (« ville-arrondissement »). Cette nouvelle entité administrative : Watenstedt-Salzgitter, regroupait désormais autour de Salzgitter (l'actuelle Salzgitter-Bad) les sept communes de Beinum, Flachstöckheim, Gross-Mahner, Hohenrode, Ohlendorf et Ringelheim (arrondissement de Goslar) ainsi que les 21 communes brunswickoises de Barum, Beddingen, Bleckenstedt, Bruchmachtersen, Calbecht, Drütte, Engelnstedt, Engerode, Gebhardshagen, Hallendorf, Heerte, Immendorf, Lebenstedt, Lesse, Lichtenberg, Lobmachtersen, Osterlinde, Reppner, Salder, Thiede-Steterburg (aujourd'hui Thiede) et Watenstedt (arrondissement de Wolfenbüttel). Elle fut rattachée à la région de Brunswick. En contrepartie, le Brunswick cédait l’arrondissement de Holzminden à la province prussienne de Hanovre. Ainsi, avec le village de Gitter déjà incorporé en 1940, Salzgitter-Bad comptait 28 faubourgs en 1942. Gitter n'obtint l’autonomie administrative qu'en 1949 et forma alors le 29e faubourg de Salzgitter.
Étant donné sa vocation industrielle éminente, Salzgitter a subi d'intenses bombardements anglo-américains au cours de la Seconde Guerre mondiale. La ville a été renommée Salzgitter en 1951, et le nom de tous ses faubourgs a été repris avec le préfixe Salzgitter, par ex. Salzgitter-Salder. En 1949, la Commission des Réparations de guerre Intéralliée, statuant à Bruxelles, a décrété le démantèlement de 90 % des forges de la région. De 1959 à 1963, on construisit l'hôtel de ville de Lebenstedt. En 1960 l'industriel Blaupunkt inaugura son usine de Salzgitter ; Volkswagen suivit en 1969, MAN en 1972 (rachat des usines Büssing de Watenstedt), et Robert Bosch Elektronik GmbH en 1985.  
L’Allemagne de l'Ouest institua en 1961 un organisme chargé d'enregistrer les témoignages sur les crimes et violences commis par les autorités soviétiques et est-allemandes le long du Rideau de fer : les Archives centrales des services judiciaires (dissoutes en 1992), avec siège à Salzgitter. Dans le cadre de la Réforme administrative de Basse-Saxe,les communes d'Üfingen et de Sauingen (arrondissement de Wolfenbüttel) ont été incoroporées le 1er mars 1974, portant la taille de l'agglomération de Salzgitter à 31 quartiers. 

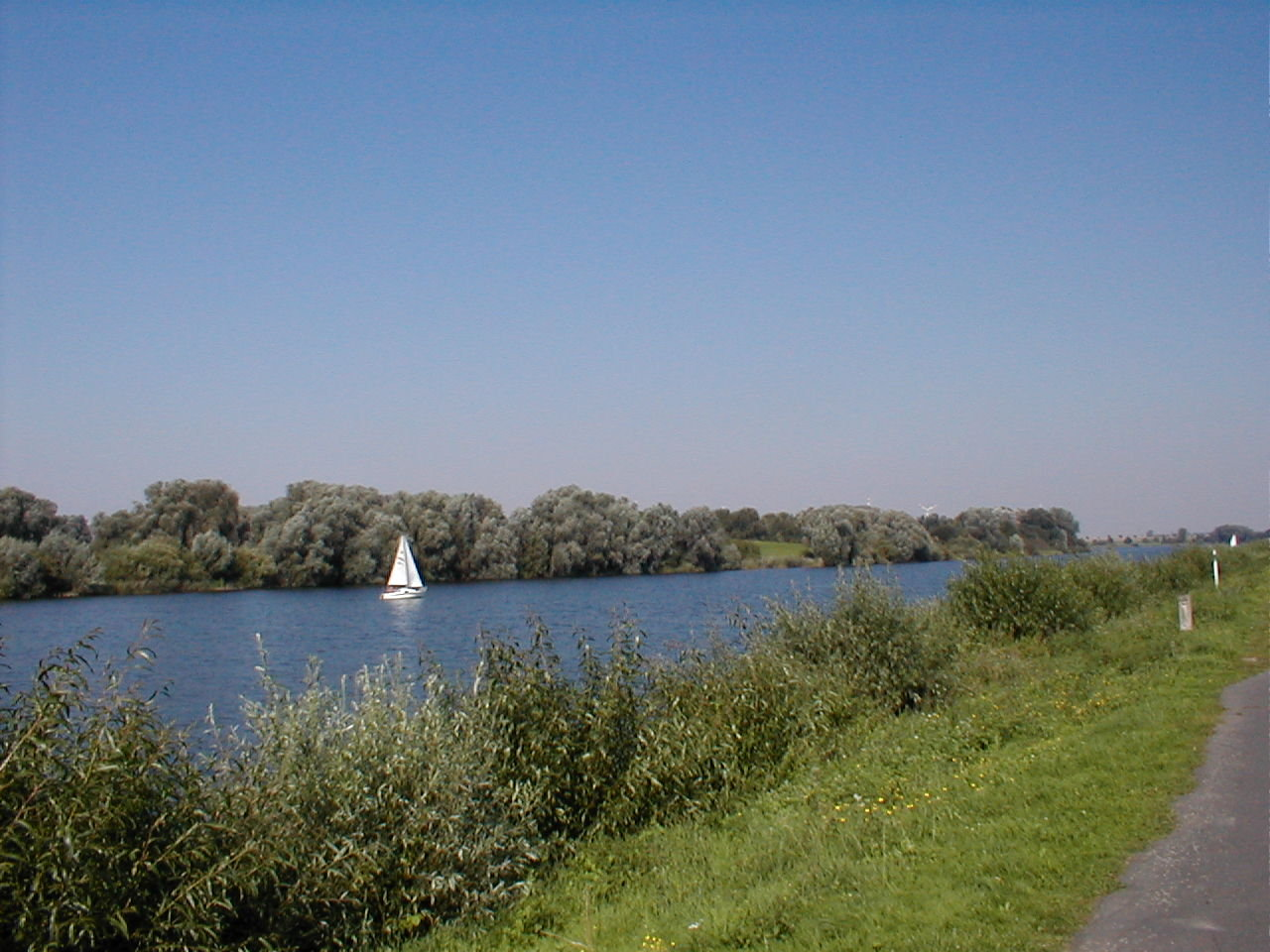
Le lac artificiel de Salzgitter accueille depuis 1978 un hall de sports de glisse.

À partir de 1960, des travaux de terrassements ont conduit à la création d'un lac artificiel, Salzgittersee (75 ha), inauguré en 1975, et depuis les autorités envisagent une campagne de décontamination radioactive de l'ancienne mine Konrad. Les travaux de déblaiement ont mis au jour des ossements de mammouth, de bison, d'aurochs et de rhinocéros laineux. La salle de sports de glace du lac a été inaugurée en janvier 1978. Depuis 1989, Salzgitter héberge le siège du Service fédéral de protection contre les rayonnements.

## Économie
La ville de Salzgitter fait partie de la région métropolitaine de Hanovre-Brunswick-Göttingen-Wolfsbourg.
Berceau du groupe sidérurgique Salzgitter AG, le constructeur automobile allemand Volkswagen AG y assemble des moteurs, employant 6 200 personnes.
Alstom y dispose également de son plus gros site industriel allemand, où il assemble notamment ses locomotives Coradia iLint à pile à hydrogène zéro-émission.

## Jumelages
La ville de Salzgitter est jumelée avec :
- Imatra (Finlande) depuis 1970 ;
- Swindon (Angleterre) depuis 1975 ;
- Créteil (France) depuis octobre 1980 ;
- Stary Oskol (Russie) depuis 1987 ;
- Gotha (Allemagne) depuis novembre 1988 ;
- Kitimat (Canada) depuis décembre 2014.

## Monuments
- Ruines de la forteresse d'Henri le Lion (vers 1180).
- Tour Bismarck de Salzgitter.

## Personnalités
- Volker Blumkowski, peintre, né à Salzgitter en 1956.
- Wolfgang Dremmler, footballeur, né à Salzgitter en 1954.
- Henrik Stehlik, trampolineur, né à Salzgitter en 1980.